# Timex Computer 2080
Timex Computer 2080 je tiskárna pro počítače Sinclair ZX Spectrum a Timex Computer 2048 vyráběná portugalskou pobočkou společnosti Timex Sinclair. Ve skutečnosti se jedná o tiskárnu Seikosha SP 1000 AS, pouze v jiném designu. Jedná se 9jehličkovou 80sloupcovou tiskárnu. Tiskárna se k počítači připojuje prostřednictvím sériových portů diskového řadiče Timex FDD či Timex FDD3000, nebo přímo k počítači pomocí Timex Interface RS-232.